# Lijst van Stolpersteine in Uitgeest
De lijst van Stolpersteine in Uitgeest geeft een overzicht van de gedenkstenen in de gemeente Uitgeest in de Nederlandse provincie Noord-Holland die zijn geplaatst in het kader van het Stolpersteine-project van de Duitse beeldhouwer-kunstenaar Gunter Demnig.
Stolpersteine zijn opgedragen aan slachtoffers van het nationaalsocialisme, al diegenen die zijn vervolgd, gedeporteerd, vermoord, gedwongen te emigreren of tot zelfmoord gedreven door het nazi-regime. Demnig legt voor elk slachtoffer een aparte steen, meestal voor de laatste zelfgekozen woning.
Omdat het Stolpersteine-project doorloopt, kan deze lijst onvolledig zijn.

## Stolpersteine
In Uitgeest liggen drie Stolpersteine op een adres.

### Uitgeest
| Afbeelding | Inscriptie | Adres        | Herdachte persoon             |
| ---------- | --- | ------------ | ----------------------------- |
|            | HIER WOONDE ABRAHAM NOL GEB. 1919 GEÏNTERNEERD 13-5-1943 GEDEPORTEERD 18-5-1943 UIT WESTERBORK VERMOORD 21-5-1943 SOBIBOR        | Middelweg 20 | Abraham Nol (1911-1943)       |
|            | HIER WOONDE HENNY NOL GEB. 1926 GEÏNTERNEERD 25-6-1943 GEDEPORTEERD 3-3-1944 UIT WESTERBORK VERMOORD 31-7-1944 AUSCHWITZ         | Middelweg 20 | Henny Nol (1926-1944)         |
|            | HIER WOONDE RACHEL NOL-DUPONT GEB. 1884 GEÏNTERNEERD 7-8-1943 GEDEPORTEERD 24-8-1943 UIT WESTERBORK VERMOORD 27-8-1943 AUSCHWITZ | Middelweg 20 | Rachel Nol-Dupont (1884-1943) |

## Data van plaatsingen
- 23 april 2024: drie Stolpersteine op Middelweg 20